# 馮奕森
馮奕森（英語：Sarkis Fung Yi Sum，1988年5月29日—），原名馮子森，香港男演員，曾為無綫電視基本藝人合約藝員。

## 簡歷
馮奕森在內地出生，三歲隨家人移居香港，當時父親正經營兩間製衣廠，但後來生意失敗，故常與母親為錢財而互相爭執，直至離異。他自小有潔癖和喜歡演戲，因一次參加卡拉OK期間歌喉獲同學及老師讚好，便開始對演藝工作抱感興趣；中五畢業初時曾打算投考警察，亦打算往外國升學，不久就獲邀參與試音，繼而決定向杜麗莎習樂理、學唱歌，更有機會跟環球唱片簽約，可最終未能成事。
2006、2007年，馮奕森嘗試投考第20、21期無綫電視藝員訓練班卻不獲選中，之後曾當過地盤工人、茶餐廳侍應、售貨員等工種。直至2013年，他再報名則成功加入第27期無綫電視藝員訓練班；2018年參演該台處境劇《愛·回家之開心速遞》裡「陳伯強（傻強）」一角而備受注目，惟翌年2月其角色與馬貫東、謝芷倫所飾演的「秦博思」及「林美香」，一同被劇組刪減原有演出部份，引起一些網民不滿；同年10月也創辦了娛樂公司「俊奕娛樂文化」。
2020年10月，馮奕森選擇離開無綫電視，主力往內地發展。

## 演出作品

### 電視劇（無綫電視）
| 首播         | 劇名               | 角色                                                           |
| 2011年       | 居家兵團           | 餐廳食客（第16集）                                             |
| 2014至2015年 | 愛·回家 (第一輯)   | 記 者（第635集）少年班長‬（第749集） 見習律師（第768集）        |
| 2014年       | 我們的天空         | 途 人（第10集）                                                |
| 2015年       | 衝線               | 咖啡店職員                                                     |
| 2015年       | 天眼               | 極速約會主持‬（第6集）                                          |
| 2015年       | 以和為貴           | 軍裝警員（第17集）                                             |
| 2015年       | 華麗轉身           | 導 演（第6集） 醫 生（第19 - 21集）                            |
| 2015年       | 潮拜武當           | 手 下（第16集）                                                |
| 2015年       | 鬼同你OT           | 侍 應（第14集）                                                |
| 2015年       | 愛·回家 (第二輯)   | 助 導（第838集）                                               |
| 2015年       | 樓奴               | 蔣繼權手下                                                     |
| 2015年       | 收規華             | 軍裝警員                                                       |
| 2015年       | 張保仔             | 紅旗幫海盜軍 警（第32集）                                      |
| 2015年       | 實習天使           | 救護員                                                         |
| 2016年       | 鐵馬戰車           | 毒品調查科探員                                                 |
| 2016年       | 愛情食物鏈         | 小混混（第10集）                                               |
| 2016年       | 警犬巴打           | 店 員                                                          |
| 2016年       | EU超時任務         | 新界北衝鋒隊警員                                               |
| 2016年       | 末代御醫           | 童鐵骨手下                                                     |
| 2016年       | 殭                 | 1970年代小混混（第4集）飛虎隊隊員（第16集）殭 屍（第32、33集） |
| 2016年       | 廉政行動2016       | 古惑仔（第5集）                                                |
| 2016年       | 愛·回家之八時入席  | 李偉豪                                                         |
| 2016年       | 純熟意外           | 探 員（第4、24集）                                             |
| 2016年       | 城寨英雄           | 麵粉強（青年）                                                 |
| 2016年       | 巨輪II             | 聲                                                             |
| 2016年       | 為食神探           | 水貨佬（第13集）                                               |
| 2016年       | 來自喵喵星的妳     | 朋 友                                                          |
| 2016年       | 流氓皇帝           | 軍 人                                                          |
| 2017至2019年 | 愛·回家之開心速遞  | Gary（第15集）陳伯強（傻強）                                   |
| 2017年       | 財神駕到           | 哪 吒                                                          |
| 2017年       | 親親我好媽         | 羅振宇                                                         |
| 2017年       | 與諜同謀           | Crew（第25集）                                                 |
| 2017年       | 超時空男臣         | 阿 邦（第25、32集）                                            |
| 2017年       | 踩過界             | 周敬雄（第19 - 21集）                                          |
| 2017年       | 同盟               | 黑龍幫手下（第21集）                                           |
| 2017年       | 使徒行者2          | 殺 手（第2集）                                                 |
| 2017年       | 雜警奇兵           | 場 記（第5、6集）                                              |
| 2017年       | 降魔的             | 醫 生（第13集）                                                |
| 2017年       | 誇世代             | 「All in Bank」投資銀行家                                      |
| 2018年       | 翻生武林           | 任我飛手下                                                     |
| 2018年       | 果欄中的江湖大嫂   | 吳 文（青年）（第12集）                                        |
| 2018年       | 天命               | 長 泰                                                          |
| 2018年       | 特技人             | 刑事情報科探員                                                 |
| 2018年       | 跳躍生命線         | 陳 平                                                          |
| 2018年       | 再創世紀           | 維修工人（第27集）                                             |
| 2018年       | 是咁的，法官閣下   | 謀殺案第二被告（第19集）                                       |
| 2018年       | 兄弟               | 蔣萬祺殺手（第22集）                                           |
| 2018年       | 大帥哥             | 佘南士兵（第20集）                                             |
| 2019年       | 福爾摩師奶         | 殺 手（第11集）                                                |
| 2019年       | 婚姻合伙人         | 「千秋置業」經紀                                               |
| 2019年       | 十二傳說           | 教 授（第3集）                                                 |
| 2020年       | 黃金有罪           | 年青馬勝利（第3集）                                            |
| 2020年       | 十八年後的終極告白 | 鹹濕昌                                                         |
| 2020年       | 殺手               | 細 雞                                                          |
| 2020年       | 迷網               | 莊介迪（第9 - 11、13、14集）                                   |
| 2020年       | 使徒行者3          | 阿 森                                                          |
| 2021年       | 陀槍師姐2021       | 粉麵店水吧（第7集）                                            |
| 2021年       | 伙記辦大事         | 警 員                                                          |
| 2021年       | 逆天奇案           | 林進豪（第11集）                                               |
| 2021年       | 一笑渡凡間         | 明 澈（第3集）                                                 |
| 2021年       | 七公主             | 虎 哥（第18集）                                                |
| See See TVB  |                    |                                                                |
| 2019年       | 我們與合格的距離   | 男同學                                                         |

### 電視劇（其他）
| 首播       | 劇名 | 角色                |
| 衛視電影台 |      |                     |
| 2019年     | 心冤 | 重案組探員（第1集） |

### 綜藝節目（無綫電視）
| 首播   | 節目名                      | 備註                            |
| 2014年 | Sunday扮嘢王                | 演出「扮嘢新力軍」環節（第9集） |
| 2018年 | big big channel大公司周年慶 | 演出嘉賓                        |
| 2018年 | 濫用公屋事件簿              | 演出第3集（飾演 公屋賭客）      |
| 2019年 | 公益金萬眾同心50年          | 演出                            |

### 電影
| 首映   | 電影名     | 角色           |
| 2016年 | S風暴      | 沈永輝         |
| 2017年 | 狂獸       | 刑事情報科探員 |
| 2020年 | 阿索的故事 | 阿 基          |

### 音樂錄像
| 年份   | 歌名   | 歌手   |
| 2011年 | 冧爆你 | 張智霖 |

### 廣告
| 年份   | 產品                                                                |
| 2012年 | 香港迪士尼樂園主題園區「反斗奇兵大本營」（平面廣告）                |
| 2012年 | 香港迪士尼樂園主題園區「灰熊山谷」（平面廣告）                      |
| 2019年 | Smartiblue「智能插頭、智能牆開關、通用遙控器、網關 - 你的智能家居」 |

## 曾獲獎項與提名
| 年份   | 獎項                                                                    | 結果 |
| 2018年 | 觀眾在民間電視大奬2018「民選最佳戲劇拍檔」 （與周嘉洛、吳偉豪及焦浩軒） | 提名 |
| 2018年 | 2018香港電視大獎「新人獎」                                              | 提名 |

## 外部連結
- 馮奕森的新浪微博
- 馮奕森的Facebook專頁
- 馮奕森的Instagram帳戶
- 馮奕森在香港影庫上的簡介